# ۱۱۰۰ (قمری)
۱۱۰۰ (قمری)، هزار و صدمین سال در گاهشماری هجری قمری است. اول محرم این سال برابر با بیست و ششم اکتبر سال ۱۶۸۸ میلادی است.

## زادگان
- نادرشاه افشار : بنیانگذار سلسله افشاریه در ایران.

## وابسته
- احمد نیریزی